# Psora nitida
Psora nitida är en lavart som beskrevs av Timdal. Psora nitida ingår i släktet Psora och familjen Psoraceae.   Inga underarter finns listade i Catalogue of Life.